# IC 921
IC 921 је елиптична галаксија у сазвјежђу Велики медвјед која се налази на листи објеката дубоког неба у Индекс каталогу.
Деклинација објекта је + 55° 39' 2" а ректасцензија 13h 43m 8,1s. Привидна величина (магнитуда) објекта IC 921 износи 15,7 а фотографска магнитуда 16,7.